# Hamataliwa hista
Hamataliwa hista là một loài nhện trong họ Oxyopidae.
Loài này thuộc chi Hamataliwa. Hamataliwa hista được George Stewardson Brady miêu tả năm 1970.